# Lucio Battisti
Lucio Battisti (Poggio Bustone, 1943. március 5. – Milánó, 1998. szeptember 9.) olasz énekes-dalszövegíró volt.
Az olasz könnyűzene egyik megújítójának tartják. Számos énekesnek írt dalszövegeket, és sok dal zenéjét is ő szerezte. Zenei pályafutása alatt 25 millió lemezt adott el.

## Élete

### Családja és gyerekkora
1943-ban született Lazio tartományban a Rieti megyében levő Poggio Bustone településen. Édesapja Alfiero vámtiszt volt, édesanyja Dea pedig háztartásbeli. Húgával, Albaritaval ketten voltak testvére; Lucionak volt egy bátyja aki 1942-ben 2 évesen meghalt, akit szintén Lucionak hívtak.
1950-ben a család Rómába költözött, Lucio kamaszkorában egyre jobban érdeklődött a hangszerek iránt, főleg az Olaszországban akkor hódító rock and roll volt nagy hatással rá. Gitározás iránti érdeklődése odáig vezetett, hogy hanyagolta szakközépiskolai tanulmányait a római Istituto Tecnico Industriale Galileo Galilei-ben, ahol elektronikai műszerésznek tanult. Édesapja annyira dühös lett emiatt, hogy a legendák szerint Lucio fején szétverte a gitárt. Édesapja megfenyegette, hogyha nem fejezi be a tanulmányait, akkor nem írja alá a sorkatonai szolgálat alól való felmentését lehetővé tevő papírt, így Lucio folytatta tanulmányait és 1962-ben leérettségizett és elektronikai műszerész végzettsége lett.

### 1962-1966: Első lépések és találkozás Mogollal
1962-ben Lucio elkezdett zenélni a nápolyi I Mattatori együttesben, de a magány és a pénzhiány miatt az év végén visszaköltözött Rómába. Ezt követően a római I Satiri együttesben játszott, akik a Cabala nevű night clubban léptek fel. A klubba az I Campioni nevű együttes is járt, akik épp gitárost kerestek. Lucionak felajánlották a lehetőséget, aki lelkesen elfogadta és Milánóba költözött, ahol a banda is játszott. A városban a Santa Tecla klubban játszottak, akkoriban amikor a jazz hódított és az olasz rock zene megszületett.
1964-ben az I Campionival NSZK-ba és Hollandiába utaztak turnézni és emellett azzal a szándékkal is hogy olyan rádió zenét hallgassanak, amit Olaszországban nem játszanak.
1965. februárja sorsfordító volt pályájának: sikerült találkoznia Franco Crepax lemezkiadóval és Christine Leroux zenei szerkesztővel. Christine volt az első aki hitt Lucio tehetségében és ő hozta össze Giulio Rapetti művésznevén Mogol szerzőt Lucioval.
1966-ban megjelent első kislemeze Dolce di giorno/Per una lira címen, amit Mogollal közösen írtak. Emellett az ez évi Sanremói dalfesztiválon fellépő Sergio Endrigonak szerezték az Adesso sí című dalt Mogollal.

### 1966-1972
1969-ben Lucio részt vett énekesként a Sanremói fesztiválon Un'avventura című általa és Mogol által szerzett dallal,amivel a 9. helyen végzett a versenyben.

## Lemezek
- Lucio Battisti - 1969
- Emozioni - 1970
- Amore e non amore - 1971
- Lucio Battisti Vol. 4 - 1971
- Umanamente uomo: Il sogno - 1972
- Il mio canto libero - 1972
- Il nostro caro angelo - 1973
- Anima latina - 1974
- Unser freies Lied ( Il mio canto libero német nyelvű kiadása) - 1974
- Lucio Battisti, la batteria, il contrabbasso, eccetera - 1976
- Io tu noi tutti - 1977
- Images - 1977
- Emociones - 1977
- Una donna per amico - 1978
- Una giornata uggiosa - 1980
- É gia - 1982
- Don Giovanni - 1986
- L'apparenza - 1988
- La sposa occidentale - 1990
- Cosa succederà alla ragazza - 1992
- Hegel - 1994